# 5-Hour Energy 250
Das 5-Hour Energy 250 war ein Autorennen in der NASCAR Nationwide Series, das von 1997 bis 2010 auf dem Gateway International Raceway ausgetragen wurde.

## Geschichte
Elliott Sadler gewann das allererste Rennen in der Saison an einem heißen Tag im Juli. In diesem Jahr hieß es Gateway 300, bevor es für die Zeit von 1998 bis 2001 in Carquest Auto Parts 250 umbenannt wurde. Aufgrund von Beschwerden über das extreme heiße Wetter im Juli fand das Rennen in der Saison 1998 im Oktober statt, welches Dale Earnhardt junior gewann. Für die Saison 1999 wurde das Rennen wieder in den Juli zurückverlegt, fand aber als Nachtrennen statt. Gewinner in dieser Saison war ebenfalls Dale Earnhardt Jr.
Die Ausgabe des Jahres 2000 gewann der Neuling Kevin Harvick und gleichzeitig stellte er einen neuen Rennrekord auf. Im darauffolgenden Jahr hieß der Sieger ebenfalls Kevin Harvick. Nach einer Umbenennung in Charter 250 in der Saison 2002 gewann Greg Biffle das Rennen.
In der Saison 2003 wurde das Rennen in den Mai verlegt und fand gleichzeitig erneut als Tagrennen statt. Nachdem Mike Bliss die zweite Rennhälfte dominiert hatte, ging ihm in der letzten Runde das Benzin aus und Scott Riggs gewann das Rennen. Bereits in der darauffolgenden Saison wurde es wieder als Nachtrennen ausgetragen, welches Martin Truex junior gewann.
Im Jahre 2005 absolvierte Rusty Wallace seine letzte Saison im Nextel Cup. Ihm zu Ehren wurde entschieden, das Rennen als Wallace Family Tribute 250 abzuhalten. Wallace selbst nahm am Rennen teil, schied aber kurz nach Halbzeit aus. Sieger wurde Reed Sorensen. In der Saison 2006 fand es wieder im Juli statt mit Carl Edwards als Sieger, 2007 gewann Sorensen zum zweiten Mal das Rennen. Unter dem Namen Missouri-Illinois Dodge Dealers 250 gewann Carl Edwards zum zweiten Mal das Rennen.

## Sieger
- 2010: Carl Edwards
- 2009: Kyle Busch
- 2008: Carl Edwards
- 2007: Reed Sorenson
- 2006: Carl Edwards
- 2005: Reed Sorenson
- 2004: Martin Truex junior
- 2003: Scott Riggs
- 2002: Greg Biffle
- 2001: Kevin Harvick
- 2000: Kevin Harvick
- 1999: Dale Earnhardt junior
- 1998: Dale Earnhardt junior
- 1997: Elliott Sadler